# Sidorenkita
La sidorenkita és un mineral de la classe dels carbonats. Rep el seu nom en honor d'Alexander Vasilevitx Sidorenko (1917-1982), un fundador del Centre Científic de Kola.

## Característiques
La sidorenkita és un carbonat de fórmula química Na₃Mn(CO₃)(PO₄). Cristal·litza en el sistema monoclínic. Els cristalls són allargats al llarg de [001], en forma de caixa, mostrant les cares {100}, {010}, i poques vegades {001}, i mesuren fins a 3 cm; també de forma granular. La seva duresa a l'escala de Mohs és 2.
Segons la classificació de Nickel-Strunz, la sidorenkita pertany a «05.BF - Carbonats amb anions addicionals, sense H₂O, amb (Cl), SO₄, PO₄, TeO₃» juntament amb els següents minerals: ferrotiquita, manganotiquita, northupita, tiquita, bonshtedtita, bradleyita, crawfordita, daqingshanita-(Ce), reederita-(Y), mineevita-(Y), brianyoungita, filolitita, leadhil·lita, macphersonita i susannita.

## Formació i jaciments
La sidorenkita va ser descoberta al mont Al·luaiv, al massís de Lovozero situat a la Península de Kola (óblast de Múrmansk, Rússia) en un context hidrotermal a baixa temperatura, com un mineral de formació molt tardana en la cristal·lització de pegmatites hiperagpaïtiques (roca ígnia peralcalinosa, normalment nefelina, sienita o fonolita) en un massís alcalí diferenciat. També ha estat trobada en múltiples indrets del massís de Khibini situat vora el massís de Lovorezo i a la pedrera Poudrette, al mont Saint-Hilaire, a Monterégie (Quebec, Canadà), en aquest darrer cas en xenòlits de sienita i sodalita associats amb un complex intrusiu alcalí de gabre-sienita.
Sol trobar-se associada a altres minerals com: vil·liaumita, kogarkoït, termonatrit, aegirina (mont Al·luaiv); rasvumita, ussinguita i vil·liaumita (pedrera Poudrette).